# Prem'er-Liga 2023-2024
La Prem'er-Liga 2023-2024 è stata la trentaduesima edizione della massima serie del campionato russo di calcio dopo la dissoluzione dell'Unione Sovietica e la ventiduesima edizione sotto l'attuale denominazione. Si è svolta dal 21 luglio 2023 al 25 maggio 2024. Si è laureato campione all'ultima giornata lo Zenit San Pietroburgo che ha conquistato il suo decimo titolo, il sesto consecutivo.

## Stagione

### Novità
Nella stagione 2022-2023 sono retrocesse in PFN Ligi Chimki e Torpedo Mosca. Dalla PFN Ligi 2022-2023 sono stati promossi Rubin, primo classificato e Baltika, secondo classificato.

### Formula
Le sedici squadre partecipanti si affrontano in un girone all'italiana con partite di andata e ritorno per un totale di 30 giornate. La prima classificata al termine della stagione regolare è designata campione di Russia. Le ultime due classificate sono retrocesse in Pervaja Liga, mentre tredicesima e quattordicesima classificate vengono ammesse agli spareggi promozione/retrocessione contro terza e quarta classificate della Pervaja Liga per due posti in massima serie.

## Squadre partecipanti
| Club                   | Stagione | Città           | Stadio                 | Stagione precedente       |
| ---------------------- | -------- | --------------- | ---------------------- | ------------------------- |
| Achmat Groznyj         | dettagli | Groznyj         | Achmat-Arena           | 5º posto in Prem'er-Liga  |
| Baltika                | dettagli | Kaliningrad     | Arena Baltika          | 2º posto in PFN Ligi      |
| CSKA Mosca             | dettagli | Mosca           | Arena CSKA             | 2º posto in Prem'er-Liga  |
| Dinamo Mosca           | dettagli | Mosca           | VTB Arena              | 9º posto in Prem'er-Liga  |
| Fakel Voronež          | dettagli | Voronež         | Stadio Centrale        | 14º posto in Prem'er-Liga |
| Krasnodar              | dettagli | Krasnodar       | Stadio FC Krasnodar    | 6º posto in Prem'er-Liga  |
| Kryl'ja Sovetov Samara | dettagli | Samara          | Samara Arena           | 12º posto in Prem'er-Liga |
| Lokomotiv Mosca        | dettagli | Mosca           | RŽD Arena              | 8º posto in Prem'er-Liga  |
| Orenburg               | dettagli | Orenburg        | Stadio Gazovik         | 7º posto in Prem'er-Liga  |
| Pari Nižnij Novgorod   | dettagli | Nižnij Novgorod | Stadio Nižnij Novgorod | 13º posto in Prem'er-Liga |
| Rostov                 | dettagli | Rostov sul Don  | Rostov Arena           | 4º posto in Prem'er-Liga  |
| Rubin                  | dettagli | Kazan'          | Kazan Arena            | 1º posto in PFN Ligi      |
| Soči                   | dettagli | Soči            | Stadio Olimpico Fišt   | 10º posto in Prem'er-Liga |
| Spartak Mosca          | dettagli | Mosca           | Lukojl Arena           | 3º posto in Prem'er-Liga  |
| Ural                   | dettagli | Ekaterinburg    | Stadio Centrale        | 11º posto in Prem'er-Liga |
| Zenit San Pietroburgo  | dettagli | San Pietroburgo | Stadio San Pietroburgo | Campione di Russia        |

## Allenatori e primatisti
| Squadra                | Allenatore                                                                                     | Giocatore più presente                                 | Capocannoniere           |
| ---------------------- | ---------------------------------------------------------------------------------------------- | ------------------------------------------------------ | ------------------------ |
| Achmat Groznyj         | Sergej Tašuev (1ª-4ª) Miraslaŭ Ramaščanka (5ª-22ª) Magomed Adiev (23ª-30ª)                     | Mohamed Konaté (29)                                    | Mohamed Konaté (11)      |
| Baltika                | Sergej Ignaševič                                                                               | Roberto Fernández (29)                                 | Ángelo Henríquez (6)     |
| CSKA Mosca             | Vladimir Fedotov                                                                               | Fëdor Čalov, Anton Zabolotnyj (29)                     | Fëdor Čalov (12)         |
| Dinamo Mosca           | Marcel Lička                                                                                   | Konstantin Tjukavin (30)                               | Konstantin Tjukavin (15) |
| Fakel Voronež          | Vadim Evseev (1ª-6ª) Sergej Tašuev (7ª-25ª) Igor' Čerevčenko (26ª-30ª)                         | Il'nur Al'šin, Irakli Kvekveskiri, Evgenij Markov (29) | Evgenij Markov (9)       |
| Krasnodar              | Vladimir Ivić (1ª-20ª) Murad Musaev (21ª-30ª)                                                  | Nikita Krivcov, Matvej Safonov (30)                    | Jhon Córdoba (15)        |
| Kryl'ja Sovetov Samara | Igor' Osin'kin                                                                                 | Jurij Gorškov, Nikita Saltykov (29)                    | Benjamín Garré (9)       |
| Lokomotiv Mosca        | Michail Galaktionov                                                                            | Il'ja Lantratov (30)                                   | Timur Sulejmanov (7)     |
| Orenburg               | Jiří Jarošík (1ª-5ª) David Deogracia (6ª-30ª)                                                  | Ivan Bašić (29)                                        | Dmitrij Vorob'ëv (8)     |
| Pari Nižnij Novgorod   | Sergej Juran (1ª-26ª) Saša Ilić (27ª-30ª e spareggio)                                          | Artur Nigmatullin (29)                                 | Nikolaj Kalinskij (7)    |
| Rostov                 | Valerij Karpin                                                                                 | Danil Glebov, Egor Golenkov (30)                       | Egor Golenkov (8)        |
| Rubin                  | Rašid Rachimov                                                                                 | Jurij Djupin, Aleksej Gricaenko (29)                   | Mirlind Daku (10)        |
| Soči                   | Dmitrij Chochlov (1ª-7ª) Aleksandr Točilin (8ª-17ª) Denis Kljuev (18ª) Robert Moreno (19ª-30ª) | Artëm Makarčuk (28)                                    | Saúl Guarirapa (8)       |
| Spartak Mosca          | Guillermo Abascal (1ª-23ª) Vladimir Slišković (24ª-30ª)                                        | Alexis Duarte, Aleksandr Sobolev (27)                  | Theo Bongonda (7)        |
| Ural                   | Viktar Hančarėnka (1ª-30ª e andata spareggio) Evgenij Averjanov (ritorno spareggio)            | Il'ja Pomazun (29)                                     | Aleksej Kaštanov (6)     |
| Zenit San Pietroburgo  | Sergej Semak                                                                                   | Claudinho (30)                                         | Mateo Cassierra (21)     |

## Classifica finale
|                   | Pos. | Squadra                | Pt | G  | V  | N  | P  | GF | GS | DR  |
| ----------------- | ---- | ---------------------- | -- | -- | -- | -- | -- | -- | -- | --- |
| Russia (bandiera) | 1.   | Zenit San Pietroburgo  | 57 | 30 | 17 | 6  | 7  | 52 | 27 | +25 |
|                   | 2.   | Krasnodar              | 56 | 30 | 16 | 8  | 6  | 45 | 29 | +16 |
|                   | 3.   | Dinamo Mosca           | 56 | 30 | 16 | 8  | 6  | 53 | 39 | +14 |
|                   | 4.   | Lokomotiv Mosca        | 53 | 30 | 14 | 11 | 5  | 52 | 38 | +14 |
|                   | 5.   | Spartak Mosca          | 50 | 30 | 14 | 8  | 8  | 41 | 32 | +9  |
|                   | 6.   | CSKA Mosca             | 48 | 30 | 12 | 12 | 6  | 56 | 40 | +16 |
|                   | 7.   | Rostov                 | 43 | 30 | 12 | 7  | 12 | 43 | 46 | -3  |
|                   | 8.   | Rubin                  | 42 | 30 | 11 | 9  | 10 | 31 | 38 | -7  |
|                   | 9.   | Kryl'ja Sovetov Samara | 41 | 30 | 11 | 8  | 11 | 46 | 44 | +2  |
|                   | 10.  | Achmat Groznyj         | 35 | 30 | 10 | 5  | 15 | 33 | 45 | -12 |
|                   | 11.  | Fakel Voronež          | 32 | 30 | 7  | 11 | 12 | 22 | 31 | -9  |
|                   | 12.  | Orenburg               | 31 | 30 | 7  | 10 | 13 | 34 | 41 | -7  |
|                   | 13.  | Pari Nižnij Novgorod   | 30 | 30 | 8  | 6  | 16 | 29 | 51 | -22 |
|                   | 14.  | Ural                   | 30 | 30 | 7  | 9  | 14 | 30 | 46 | -16 |
|                   | 15.  | Baltika                | 26 | 30 | 7  | 5  | 18 | 33 | 42 | -9  |
|                   | 16.  | Soči                   | 24 | 30 | 5  | 9  | 16 | 37 | 48 | -11 |

Legenda:
      Campione di Russia
 Ammessa allo spareggio promozione-retrocessione.
      Retrocesse in Pervaja Liga 2024-2025.
Note:
Tre punti a vittoria, uno a pareggio, zero a sconfitta.
La classifica viene stilata secondo i seguenti criteri:
- Punti conquistati
- Punti conquistati negli scontri diretti
- Partite vinte negli scontri diretti
- Differenza reti negli scontri diretti
- Reti realizzate in trasferta negli scontri diretti
- Partite vinte
- Differenza reti generale
- Reti totali realizzate
- Reti totali realizzate in trasferta

## Risultati

### Tabellone
|                        | Ach  | Bal  | CSK  | Din  | Fak  | Kra  | Kry  | Lok  | Ore  | Par  | Ros  | Rub  | Soč  | Spa  | Ura  | Zen  |
| ---------------------- | ---- | ---- | ---- | ---- | ---- | ---- | ---- | ---- | ---- | ---- | ---- | ---- | ---- | ---- | ---- | ---- |
| Achmat Groznyj         | –––– | 1-7  | 2-3  | 1-1  | 1-2  | 1-1  | 1-2  | 0-2  | 4-0  | 5-1  | 0-0  | 0-1  | 1-0  | 2-1  | 1-0  | 1-5  |
| Baltika                | 1-0  | –––– | 3-2  | 2-3  | 2-1  | 2-2  | 2-1  | 1-3  | 1-0  | 2-0  | 2-2  | 0-1  | 0-0  | 0-2  | 0-1  | 0-2  |
| CSKA Mosca             | 1-2  | 1-0  | –––– | 2-3  | 4-1  | 1-0  | 2-2  | 4-1  | 1-1  | 3-2  | 2-0  | 2-2  | 3-1  | 0-0  | 2-0  | 1-1  |
| Dinamo Mosca           | 2-0  | 2-0  | 2-1  | –––– | 0-0  | 1-3  | 4-1  | 2-1  | 2-0  | 1-1  | 1-4  | 1-0  | 3-2  | 1-2  | 2-1  | 1-0  |
| Fakel Voronež          | 2-0  | 0-0  | 1-1  | 1-1  | –––– | 0-0  | 0-1  | 1-4  | 0-0  | 2-0  | 0-1  | 0-1  | 2-0  | 2-0  | 0-0  | 1-1  |
| Krasnodar              | 0-1  | 3-2  | 1-0  | 1-0  | 2-0  | –––– | 2-1  | 1-1  | 2-1  | 1-0  | 3-2  | 1-1  | 2-0  | 2-0  | 2-0  | 1-2  |
| Kryl'ja Sovetov Samara | 0-2  | 2-1  | 0-2  | 3-3  | 3-0  | 0-0  | –––– | 3-3  | 1-1  | 1-1  | 5-1  | 2-0  | 2-1  | 4-0  | 3-1  | 1-1  |
| Lokomotiv Mosca        | 2-1  | 3-2  | 3-3  | 0-0  | 2-0  | 1-1  | 1-1  | –––– | 0-2  | 1-0  | 1-0  | 2-2  | 2-2  | 1-1  | 2-0  | 3-1  |
| Orenburg               | 1-1  | 1-0  | 1-1  | 1-2  | 1-2  | 0-2  | 2-1  | 0-2  | –––– | 3-1  | 1-1  | 3-0  | 3-0  | 0-0  | 0-2  | 3-1  |
| Pari Nižnij Novgorod   | 2-0  | 0-0  | 2-6  | 1-4  | 1-1  | 3-4  | 2-0  | 2-3  | 3-1  | –––– | 1-0  | 2-1  | 1-0  | 0-0  | 1-0  | 0-2  |
| Rostov                 | 3-0  | 2-1  | 3-3  | 1-2  | 2-1  | 2-1  | 2-0  | 1-0  | 2-1  | 1-0  | –––– | 3-0  | 2-2  | 1-5  | 2-2  | 1-1  |
| Rubin                  | 2-1  | 1-0  | 0-0  | 2-2  | 1-0  | 0-2  | 2-1  | 1-1  | 1-1  | 0-1  | 3-1  | –––– | 1-1  | 1-4  | 1-1  | 0-3  |
| Soči                   | 1-2  | 2-0  | 2-2  | 3-3  | 0-0  | 2-3  | 0-2  | 0-1  | 1-1  | 6-1  | 4-0  | 0-2  | –––– | 1-0  | 2-2  | 0-2  |
| Spartak Mosca          | 0-0  | 2-1  | 2-2  | 1-0  | 0-2  | 1-0  | 3-0  | 3-2  | 3-2  | 2-0  | 2-1  | 3-1  | 1-0  | –––– | 0-0  | 1-3  |
| Ural                   | 0-1  | 2-1  | 2-1  | 2-1  | 0-0  | 3-1  | 1-2  | 2-2  | 3-3  | 0-0  | 0-1  | 0-1  | 1-4  | 3-2  | –––– | 1-4  |
| Zenit San Pietroburgo  | 2-1  | 1-0  | 0-1  | 2-3  | 2-0  | 1-1  | 3-1  | 1-2  | 1-0  | 1-0  | 2-1  | 0-2  | 3-0  | 0-0  | 4-0  | –––– |

## Spareggio promozione-retrocessione
|                      | Risultati |                      | Luogo e data                    |
| -------------------- | --------- | -------------------- | ------------------------------- |
| Ural                 | 0 - 2     | Akron Togliatti      | Ekaterinburg, 29 maggio 2024    |
| Akron Togliatti      | 1 - 2     | Ural                 | Togliatti, 1º giugno 2024       |
|                      |           |                      |                                 |
| Pari Nižnij Novgorod | 1 - 2     | Arsenal Tula         | Nižnij Novgorod, 29 maggio 2024 |
| Arsenal Tula         | 0 - 2     | Pari Nižnij Novgorod | Tula, 1º giugno 2024            |
|                      |           |                      |                                 |

## Statistiche

### Capoliste solitarie
|    | —— | —— | ——  | —— | ——        | ——        | ——        | ——        | ——        | ——        | ——        | ——        | ——        | ——        | ——  | ——  | ——  | ——  | ——    | ——    | ——    | ——    | ——    | ——    | ——    | ——    | ——     | ——     | ——  | —— |  |
|    |    |    | Kra |    | Krasnodar | Krasnodar | Krasnodar | Krasnodar | Krasnodar | Krasnodar | Krasnodar | Krasnodar | Krasnodar | Krasnodar | Zen | Kra | Kra | Kra | Zenit | Zenit | Zenit | Zenit | Zenit | Zenit | Zenit | Zenit | Dinamo | Dinamo | Zen |    |  |
|    |    |    |     |    |           |           |           |           |           |           |           |           |           |           |     |     |     |     |       |       |       |       |       |       |       |       |        |        |     |    |  |
|    |    |    |     |    |           |           |           |           |           |           |           |           |           |           |     |     |     |     |       |       |       |       |       |       |       |       |        |        |     |    |  |
| 1ª | 2ª | 3ª | 4ª  | 5ª | 6ª        | 7ª        | 8ª        | 9ª        | 10ª       | 11ª       | 12ª       | 13ª       | 14ª       | 15ª       | 16ª | 17ª | 18ª | 19ª | 20ª   | 21ª   | 22ª   | 23ª   | 24ª   | 25ª   | 26ª   | 27ª   | 28ª    | 29ª    | 30ª |    |  |

### Classifica marcatori
| Gol |  |  | Giocatore           | Squadra               |
| --- |  |  | ------------------- | --------------------- |
| 21  |  |  | Mateo Cassierra     | Zenit San Pietroburgo |
| 15  |  |  | Jhon Córdoba        | Krasnodar             |
| 15  |  |  | Konstantin Tjukavin | Dinamo Mosca          |
| 12  |  |  | Fëdor Čalov         | CSKA Mosca            |
| 11  |  |  | Ėduard Spercjan     | Krasnodar             |
| 11  |  |  | Mohamed Konaté      | Achmat Groznyj        |
| 10  |  |  | Mirlind Daku        | Rubin                 |